# 薔薇と月 -ROSE AND MOON-
「薔薇と月 -ROSE AND MOON-」（ばらとつき ローズ・アンド・ムーン）は、2003年10月8日にリリースされた加藤登紀子と原田真二によるデュエット・シングル。加藤にとって通算66作目、原田にとって35作目のシングル。

## 概要
- 「薔薇と月 -ROSE AND MOON-」は、岐阜県の「花の都ぎふ祭り ひだ・みの花紀行」イメージソングとして、作詞・加藤登紀子、作曲・原田真二の2人によって製作された。

- カップリングは英語バージョン。英訳詞は原田の息子である原田翔音。

- 二人は当時関連のイベントコンサートに携わり数回共演。原田は自身主催の鎮守の杜コンサートを同時期に岐阜護国神社で2度開催。

## 収録曲
1. 薔薇と月　（4分40秒）
作詞：加藤登紀子／作曲・編曲：原田真二
2. 薔薇と月-ROSE AND MOON-　（英語バージョン）　（4分39秒）
作詞：加藤登紀子／英訳詞：原田翔音／作曲・編曲：原田真二
3. 薔薇と月　（カラオケ）　（4分37秒）